# Leão Tornício
Leão Tornício (em grego: Λέων Τορνίκιος; romaniz.: Léon Tornikios) foi um general e um nobre bizantino do século XI que, em 1047, se revoltou contra o imperador bizantino Constantino IX Monômaco (r. 1042–1055).

## Biografia

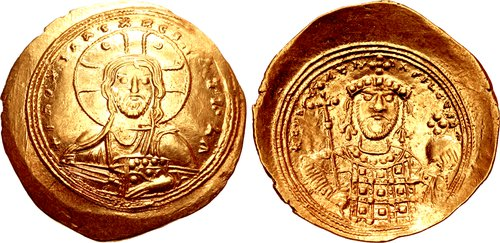
Histameno do imperador r.

Um sobrinho de Constantino IX, Leão nasceu em Adrianópolis, descendente da nobre família armênia-georgiana de Tornício. Nomeado patrício e comandante (duque) de Melitene (de acordo com Miguel Ataliata) ou de Ibéria (de acordo com Miguel Pselo). Embora estivesse nas graças de Constantino, Tornício era ambicioso e astuto de acordo com Pselo, e se tornou um devoto da irmã de Constantino, Euprépia, que se opunha às políticas do irmão. Durante o mandato de Leão no oriente, porém, uma revolta irrompeu no Tema Macedônio liderada por alguns de seus aliados. Tornício foi rapidamente chamado de volta a Constantinopla, onde ele foi tonsurado, retendo, contudo, considerável liberdade de ação.
Aproveitando-se disso, ele fugiu da capital e foi para Adrianópolis em 14 de setembro de 1047. Lá, ele arregimentou seus aliados e diversos outros generais descontentes e os pôs em revolta contra o que ele considerava um mau governo de Constantino IX. Proclamando-se imperador, ele marchou contra a capital com suas forças e armou acampamento de frente para as muralhas de Constantinopla em 25 de setembro de 1047 Uma força ad hoc de cidadãos armados que ousou atacá-los foi rapidamente dizimada. Esta vitória, porém, espalhou o pânico entre os defensores da cidade que, momentaneamente abandonaram seus postos nas muralhas e nos portões. Tornício, porém, hesitou e perdeu a oportunidade de tomar a cidade pois, naquela mesma noite, o imperador Constantino conseguiu restaurar a ordem e guarneceu novamente as muralhas enquanto esperava pela chegada de seu exército que vinha da Anatólia.
O cerco durou quatro dias, de 25 até 28 de setembro. Dois assaltos às muralhas pelos homens de Tornício foram repelidos pelos defensores liderados pessoalmente por Constantino que, apesar de sofrer de gota e sem ter nenhuma experiência militar, mostrou muita coragem e energia. Após o fracasso em suas duas tentativas de tomar a cidade, Tornício foi forçado a recuar para o oeste. Com o objetivo de salvar a situação, ele atacou Redesto, novamente sem sucesso. Neste ponto, seus seguidores começaram a abandoná-lo. Ele buscou refúgio numa igreja em Bulgarófigo, mas foi ludibriado e capturado. No Natal de 1047, em Constantinopla, ele foi cegado juntamente com um tal João Vatatzes, seu principal aliado. Nada mais se sabe sobre ele depois disso.